# فرودگاه یاماگوچی اوبه
فرودگاه یاماگوچی اوبه (به انگلیسی: Yamaguchi Ube Airport) یک فرودگاه همگانی با کد یاتا UBJ است که یک باند فرود آسفالت بتن دارد و طول باند آن ۲۵۰۰ متر است. این فرودگاه در شهر اوبه، یاماگوچی کشور ژاپن قرار دارد.

## شرکت‌های هواپیمایی و مقصدهای پروازی
| شرکت‌های هواپیمایی | مقصدهای پروازی |
| ----------------- | -------------- |
| Air Seoul         | فصلی: اینچئون  |
| آل نیپون ایرویز   | هانه‌دا         |
| خطوط هوایی ژاپن   | هانه‌دا         |
| StarFlyer         | هانه‌دا         |